# Astragalus keredjensis
Astragalus keredjensis là một loài thực vật có hoa trong họ Đậu. Loài này được (Bornm. & Gauba) Podl. mô tả khoa học đầu tiên năm 2001.